# Gert-Jan Segers
Gert Jan Maarten Segers (ur. 9 lipca 1969 w Lisse) – holenderski polityk, politolog i misjonarz, parlamentarzysta, w latach 2015–2023 lider polityczny Unii Chrześcijańskiej (CU).

## Życiorys
Absolwent politologii na Uniwersytecie w Lejdzie. Zaangażował się w działalność polityczną w ramach skupiającej ortodoksyjnych protestantów RPF, w latach 1994–1999 pracował w klubie poselskim tej partii. Później przez rok był dziennikarzem radiowym w jednym z publicznych nadawców Evangelische Omroep. W latach 2000–2007 był koordynatorem misji chrześcijańskiej w Kairze, po czym do 2008 studiował w Waszyngtonie na Johns Hopkins University. Od 2008 do 2012 kierował think tankiem działającym przy Unii Chrześcijańskiej, współtworzonej przez jego poprzednie ugrupowanie. W wyborach w 2012 uzyskał mandat posła do Tweede Kamer.
W listopadzie 2015 zastąpił Ariego Sloba na stanowisku przewodniczącego kilkuosobowej frakcji poselskiej CU, stając się tym samym nowym liderem tego ugrupowania. W wyborach w 2017 i 2021 jako lijsttrekker (lider listy wyborczej partii) ponownie był wybierany na deputowanego. W styczniu 2023 Gert-Jan Segers zrezygnował z funkcji lidera partii oraz z mandatu poselskiego.